# San Luis Potosí (by)
 For alternative betydninger, se San Luis Potosí. (Se også artikler, som begynder med San Luis Potosí)
22°9′17.910″N 100°58′28.758″V / 22.15497500°N 100.97465500°V
San Luis Potosí er en by i den sydlige del af den mexicanske delstat San Luis Potosís centrale del på 22,16°N, 100,98°V. I 1995 havde byen et indbyggertal på 625.466.
En franciskaner-mission blev oprettet på stedet i 1583, og byen blev grundlagt i 1592. Byen voksede hurtigt på det tidspunkt, takket være rige guld- og sølvforekomster i miner ved byen. Carmen-kirken fra den spanske kolonitid har en facade, der anses for en af de smukkeste i Mexico. 
En tid i 1863, under den franske invasion af Mexico, fungerede San Luis Potosí som den mexicanske præsident Benito Juárezs regeringshovedstad.
Byens universitet hedder Universidad Autónoma de San Luis Potosí.